# Cam quất
Cam quất là một loại cây cho quả có múi lai giữa citrange và kim quất, được Walter Swingle phát triển tại Eustis, Florida, vào năm 1909. Cam quất có vị đắng, nhưng được xem xét là có thể ăn được khi quả đạt độ chín cao nhất. Ba giống được đặt tên tồn tại:
- 'Sinton' – kim quất Nagami  ( Fortunella margarita ) x Rusk citrange; được đặt tên theo thành phố Sinton, Texas.
- 'Telfair' – kim quất Nagami x Willits citrange; được đặt tên theo Quận Telfair, Georgia.
- 'Thomasville' – loại cam quất phổ biến nhất; được đặt tên theo thành phố Thomasville, Georgia.[2] 'Thomasville' được xem là giống cam quýt ăn được chịu lạnh tốt nhất. Cây có thể chịu được nhiệt độ thấp đến −15 °C (5 °F).[3]